# Ernst Grandegger

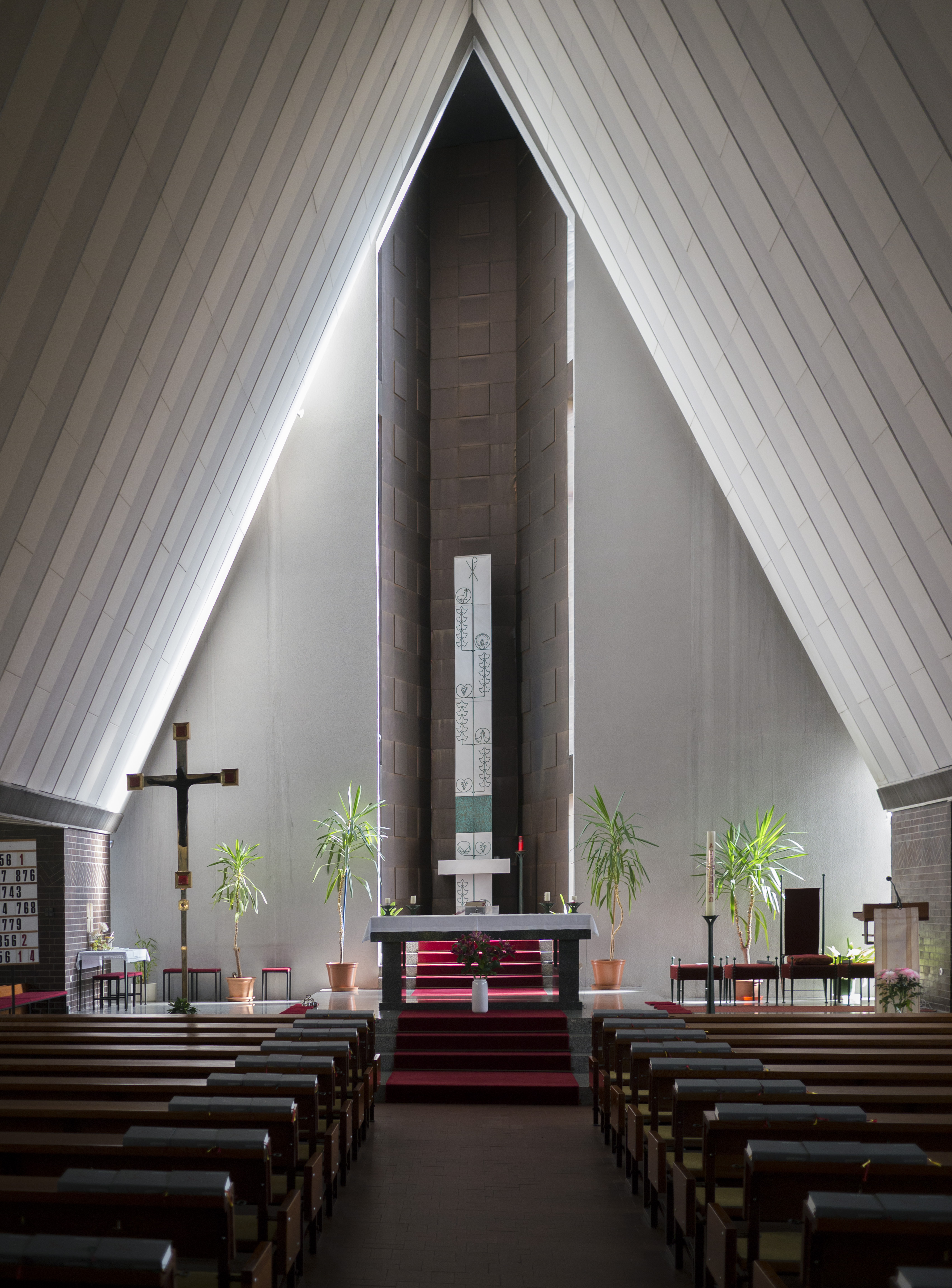
Links Gemmenkreuz in der Pfarrkirche hl. Hemma in Wien-Hietzing

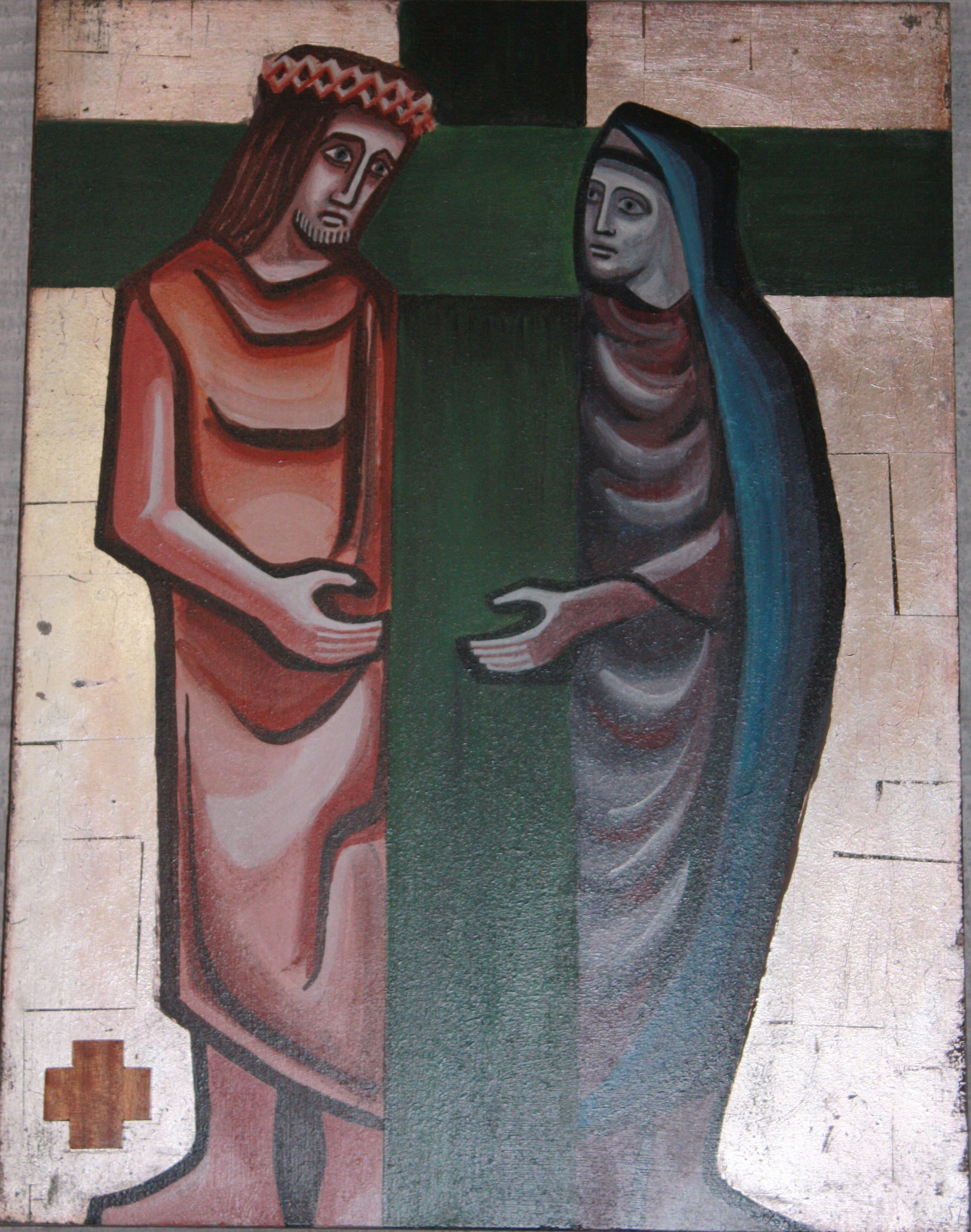
4. Stationstafel Jesus begegnet seiner Mutter in der Pfarrkirche Spittal an der Drau

Ernst Grandegger (* 8. November 1924 in Wien; † 26. Februar 1995 ebendort) war ein österreichischer Kunstschmied und Metallkünstler.

## Leben
Ernst Grandegger Eltern, Herrmann und Mathilde Grandegger, kamen aus dem Defereggental in Osttirol nach Wien, weil der Vater hier Arbeit als Übersetzer fand. Ernst war der Erstgeborene von sieben Kindern.
Nach der Pflichtschule machte Ernst Grandegger eine Lehre zum Gürtler. Mit 17 Jahren 1941 wurde er zum Kriegsdienst an der Ostfront eingezogen, da er gut zeichnen konnte, wurde er für das Zeichnen von Karten für die Feldzüge eingesetzt.
Nach dem Krieg eröffnete eine eigene Kunst Kunstschmiedewerkstatt in der Franzensgasse 19 in Wien.
Am 13. April 1947 heiratete er Gabriela Lercher aus St. Jakob in Defereggen und bekam mit ihr fünf Kinder.
Ernst Grandegger wurde im Wiener Zentralfriedhof beerdigt.

## Werke
Schwerpunkt in Grandeggers Kunstschaffen war religiöse Kunst mit der Anfertigung von Schreinen für Reliquien sowie Leuchtern und Gefäßen für den kirchlichen Gebrauch:
- 1965: 15 getriebene Kupfertafeln mit Szenen aus dem Leben des hl. Altmann in der Krypta des Stiftes Göttweig[1]
- um 1966: Gemmenkreuz in der Pfarrkirche hl. Hemma in Wien-Hietzing
- 1969: Figur hl. Michael in der Pfarrkirche Hadres[2]